# Vùng Ayacucho
Ayacucho (phát âm tiếng Tây Ban Nha: [aʝaˈkutʃo] ⓘ) là một vùng của Peru, ở trung-nam Andes của Peru. Thủ phủ là thành phố Ayacucho. Vùng này bị khủng bộ nặng nhất trong thập niên 1980 trong cuộc chiến tranh du kích do phe Con đường sáng thực hiện..
Một cuộc trưng cầu dân ý đã được tổ chức ngày 30 tháng 10 năm 2005 để quyết định vùng này có sáp nhập với các vùng Ica và Huancavelica để tạo thành vùng Ica-Ayacucho-Huancavelica mới, đây là một động thái phi tập trung hóa ở Peru. Tuy nhiên đề án sáp nhập thất bại.

## Phân chia hành chính

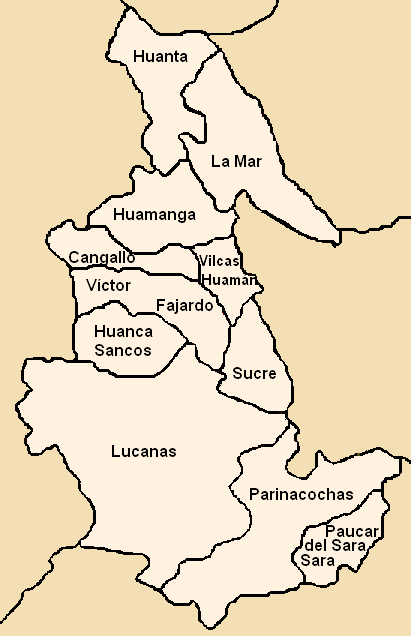
Bản đồ vùng Ayacucho với các tỉnh

Vùng này được chia thành 11 tỉnh (tiếng Tây Ban Nha: provincia), các tỉnh bao gồm 111 huyện (distrito).

### Tỉnh
Các tỉnh được liệt kê như sau, với tỉnh lỵ ở đăng sau trong ngoặc đơn:
1. Cangallo (Cangallo)
2. Huamanga (Ayacucho)
3. Huanca Sancos (Huanca Sancos)
4. Huanta (Huanta)
5. La Mar (San Miguel)
6. Lucanas (Puquio)
7. Parinacochas (Coracora)
8. Paucar del Sara Sara (Pausa)
9. Sucre (Querobamba)
10. Víctor Fajardo (Huancapi)
11. Vilcas Huamán (Vilcas Huamán)

## Nhân khẩu học

### Ngôn ngữ
Theo Điều tra dân số Peru năm 2007, ngôn ngữ được hầu hết cư dân học đầu tiên là tiếng Quechua (63,05%), tiếp theo là tiếng Tây Ban Nha (36,57%). Giống Quechua được nói ở Ayacucho là Chanka Quechua. Bảng sau đây cho thấy kết quả liên quan đến ngôn ngữ được học đầu tiên ở các bộ theo tỉnh:
| Tỉnh                 | Quechua | Aymara | Asháninka | Một ngôn ngữ mẹ đẻ khác | Tây Ban Nha | Ngoại ngữ | Câm điếc | Tổng    |
| -------------------- | ------- | ------ | --------- | ----------------------- | ----------- | --------- | -------- | ------- |
| Cangallo             | 29,356  | 24     | 4         | 11                      | 3,132       | 3         | 37       | 32,567  |
| Huamanga             | 104,644 | 223    | 42        | 118                     | 102,452     | 72        | 218      | 207,769 |
| Huanca Sancos        | 8,017   | 29     | 1         | -                       | 1,858       | -         | 18       | 9,923   |
| Huanta               | 58,333  | 89     | 92        | 40                      | 28,184      | 5         | 105      | 86,848  |
| La Mar               | 64,815  | 64     | 127       | 58                      | 12,950      | 1         | 111      | 78,126  |
| Lucanas              | 26,153  | 152    | 7         | 49                      | 35,282      | 10        | 78       | 61,731  |
| Parinacochas         | 15,491  | 68     | -         | 30                      | 12,576      | 2         | 29       | 28,196  |
| Paucar del Sara Sara | 5,223   | 19     | 1         | 15                      | 5,140       | -         | 16       | 10,414  |
| Sucre                | 9,059   | 25     | -         | -                       | 2,749       | -         | 13       | 11,846  |
| Víctor Fajardo       | 20,647  | 37     | 2         | 9                       | 3,213       | -         | 38       | 23,946  |
| Vilcas Huaman        | 19,884  | 14     | 2         | 11                      | 2,232       | 1         | 44       | 22,188  |
| Total                | 361,622 | 744    | 278       | 341                     | 209,768     | 94        | 707      | 573,554 |
| %                    | 63.05   | 0.13   | 0.05      | 0.06                    | 36.57       | 0.02      | 0.12     | 100.00  |

## Kho ảnh

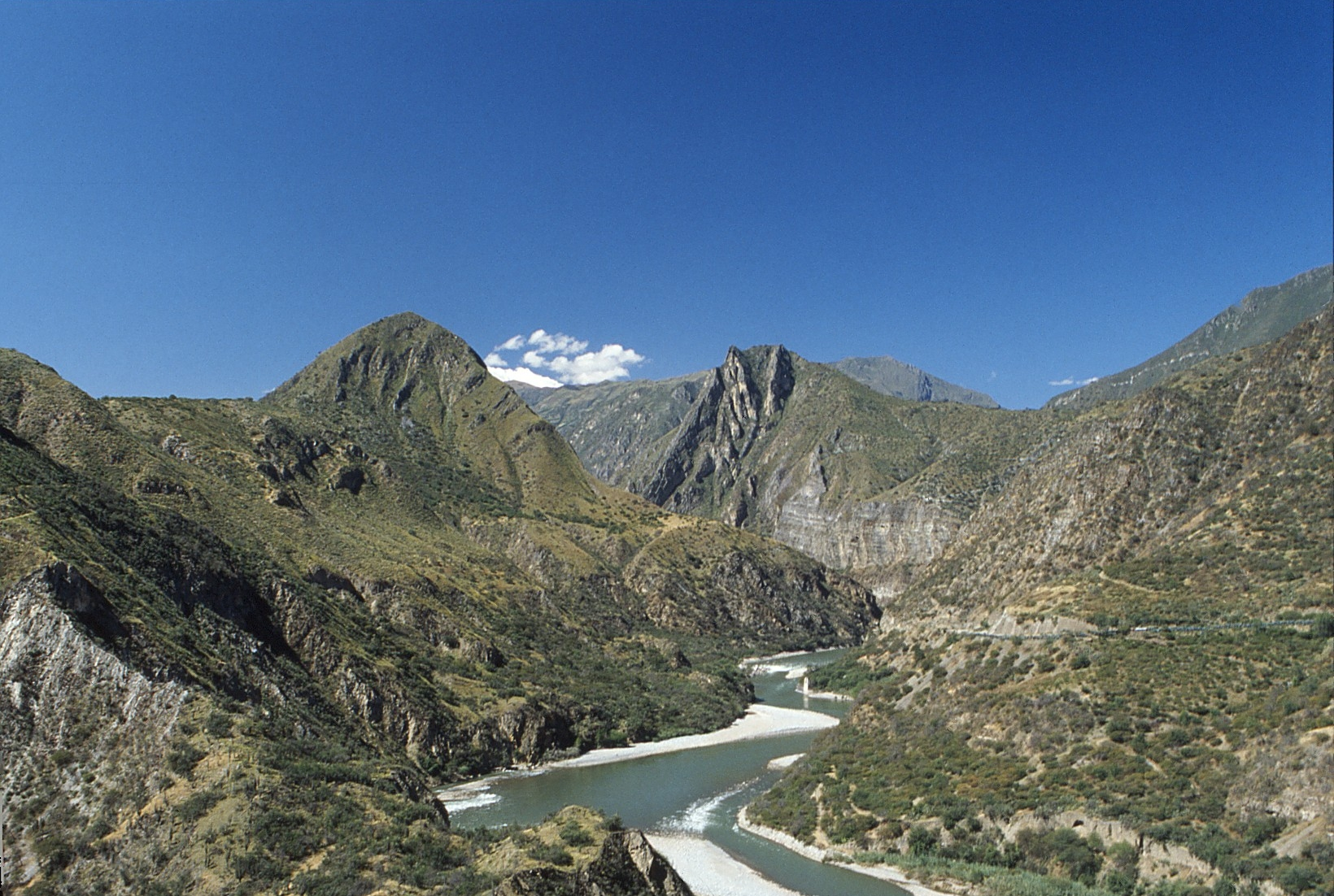
Dãy Andes đi qua Vùng Ayacucho
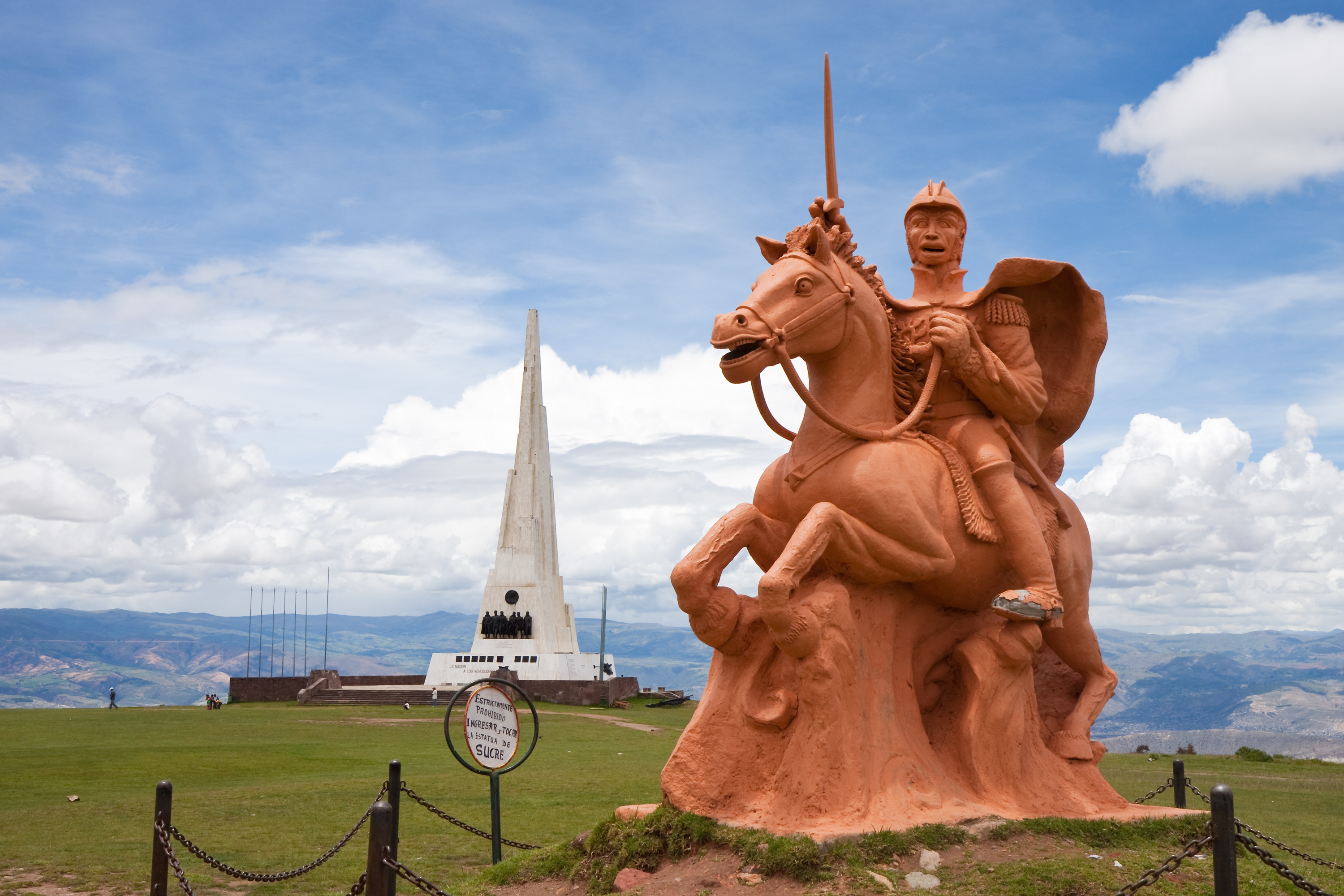
Tượng Antonio José de Sucre và đài tưởng niệm gần Kinwa, kỷ niệm Trận Ayacucho.
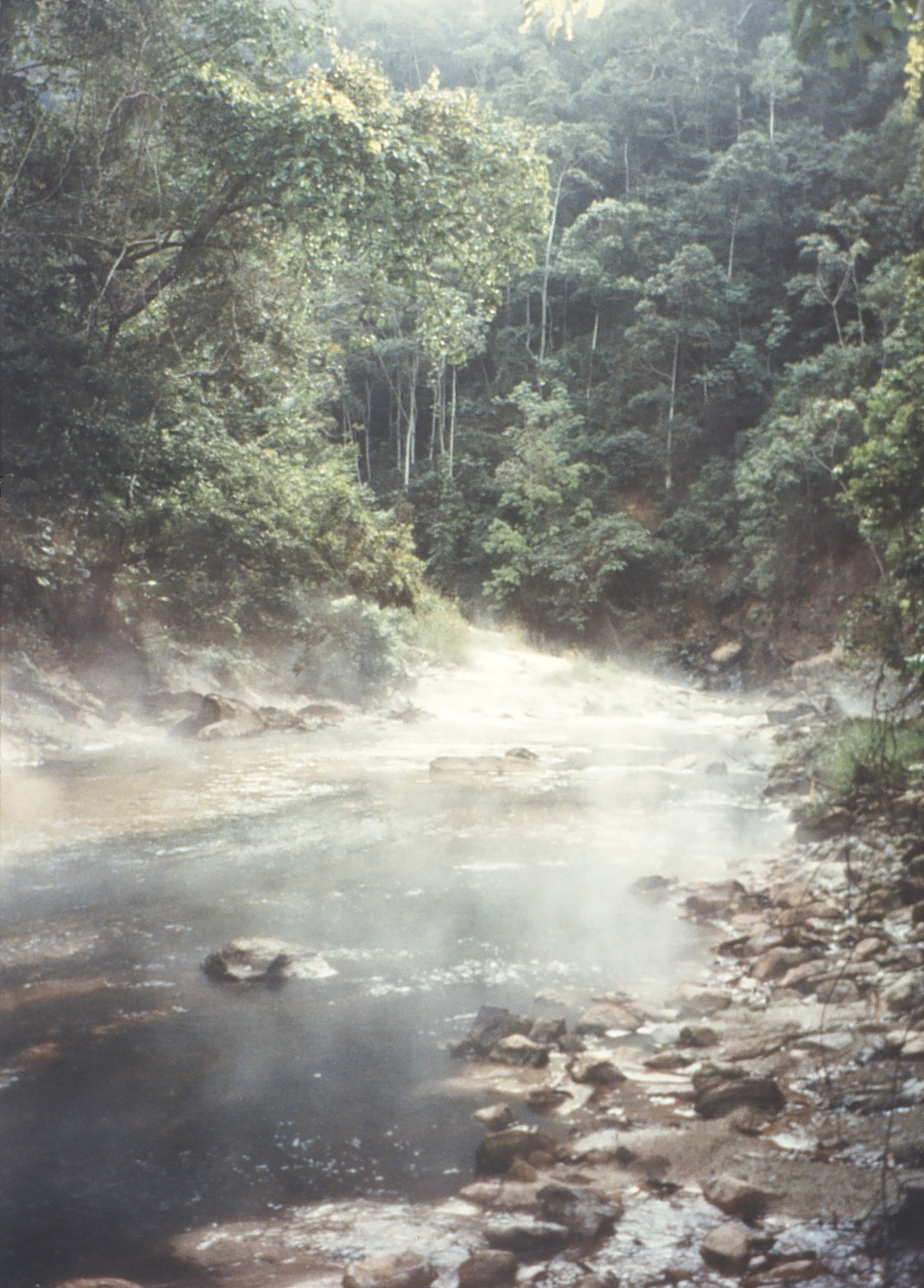
Suối nước nóng ở vùng Ayacucho.
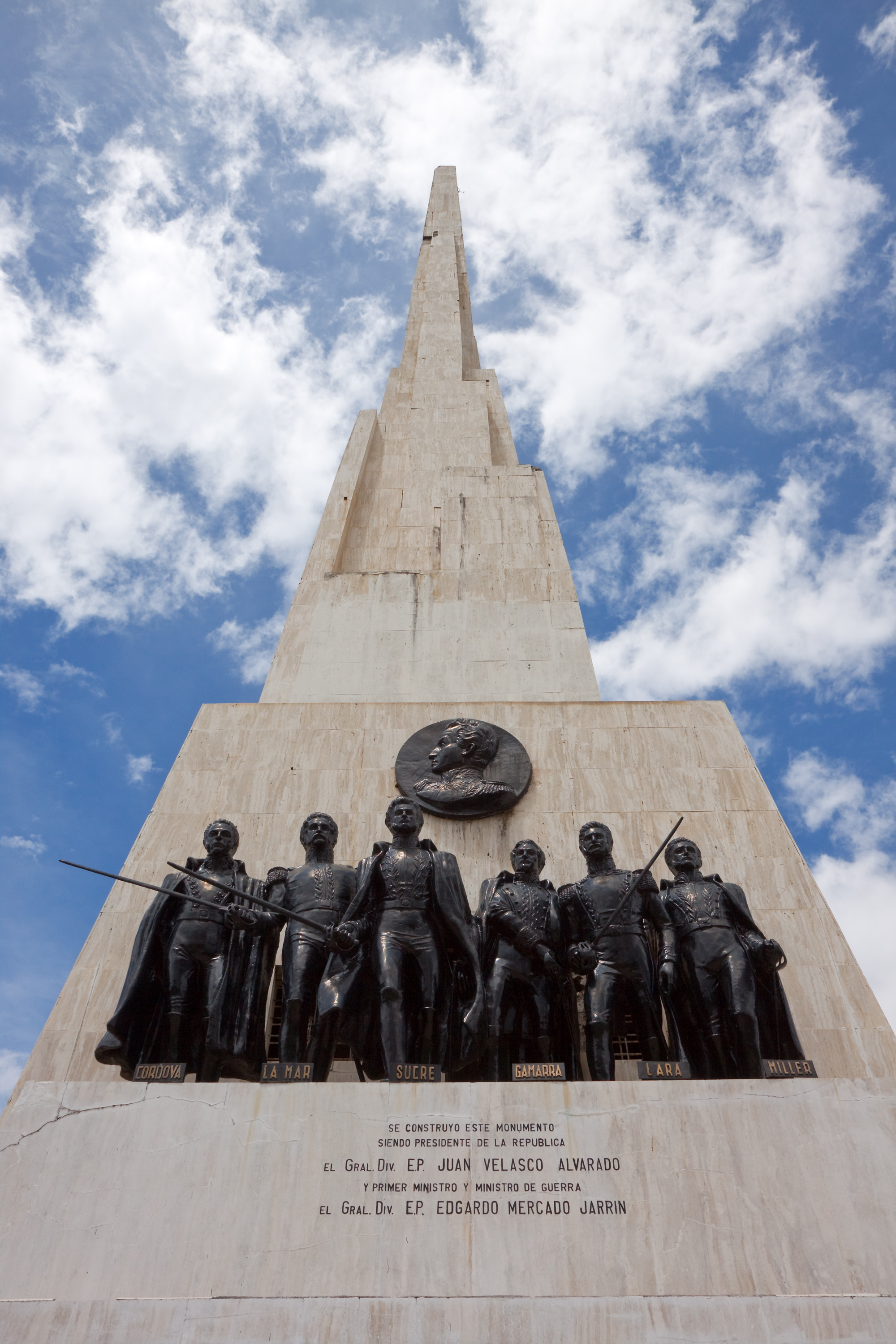
Obelisk gần Kinwa, kỷ niệm trận Ayacucho.
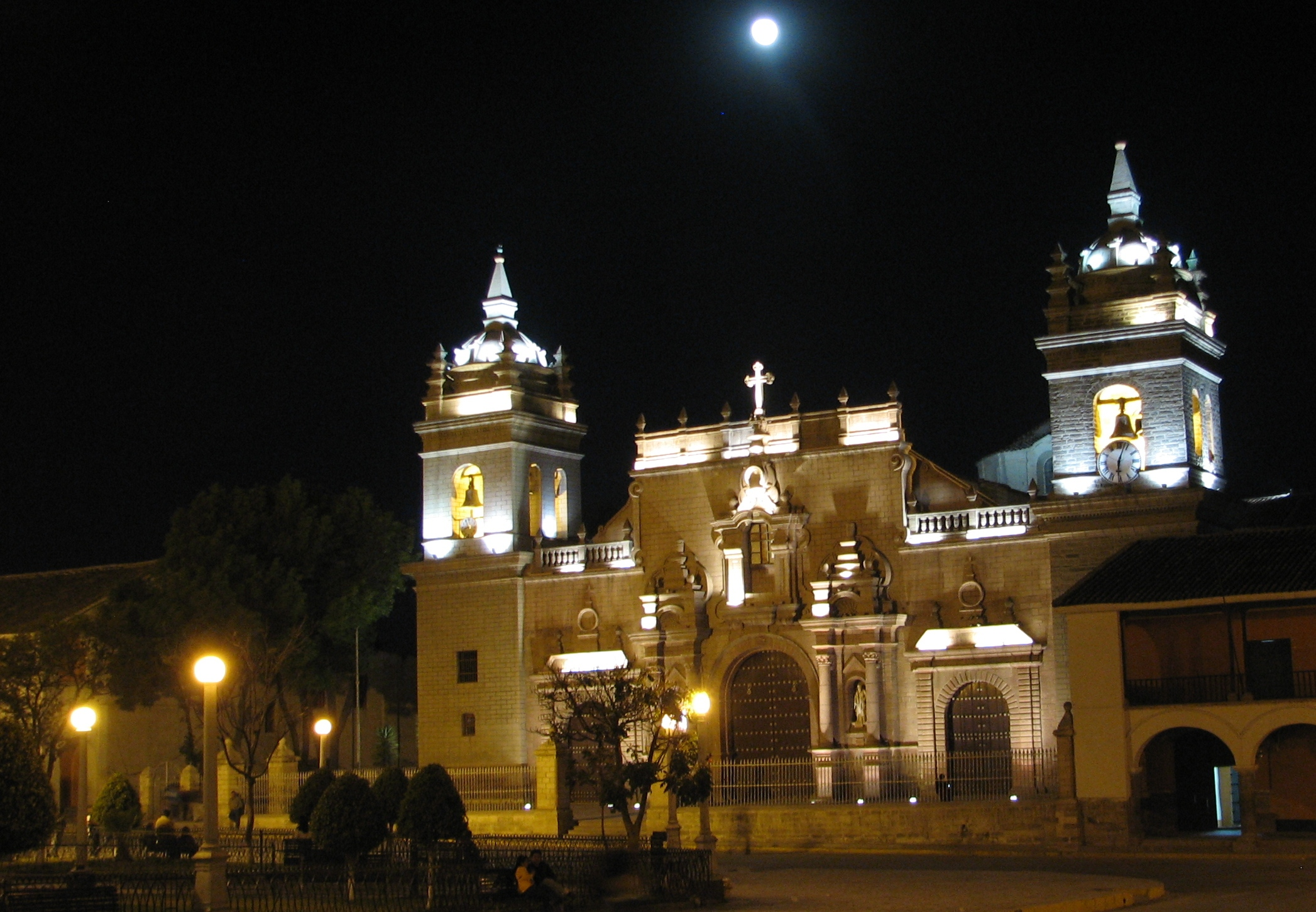
Nhà thờ Ayacucho